# 布鲁诺·苏特库斯
布鲁诺·苏特库斯（Bruno Sutkus，1924年5月14日—2003年8月29日）是一位立陶宛裔德军狙击手，曾在第二次世界大战东线战场作戰，其隶属于納粹德國陸軍第68步兵師，期間击杀了209人。苏联解体后，苏特库斯还曾给立陶宛士兵开过讲座，向立陶宛军官展示了自己的战时记录。